# Martina Dlabajová

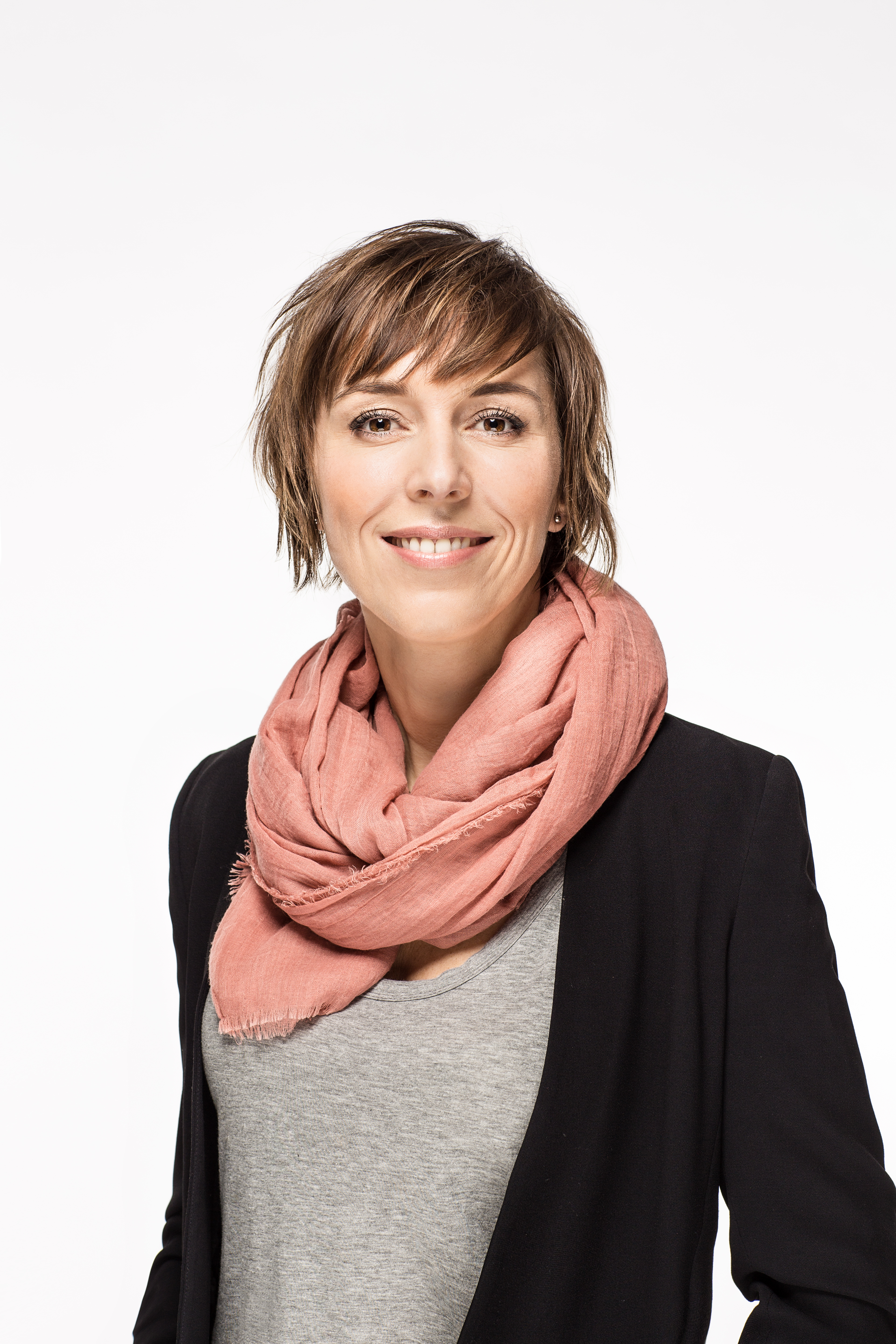
Martina Dlabajová (2014)

Martina Dlabajová (* 26. Juli 1976 in Gottwaldov) ist eine tschechische Politikerin (bis 2023 ANO 2011).

## Leben
Nach dem Gymnasium in ihrer Geburtsstadt, die seit 1990 wieder Zlín heißt, studierte Dlabajová von 1995 bis 2000 Politikwissenschaft an der Universität Padua. Nach einer kurzen Tätigkeit als Projektmanagerin bei der staatlichen Agentur CzechInvest gründete sie im Jahr 2000 die Firma Seven Partners, die bei Kooperationen zwischen tschechischen und italienischen Partnern berät und unterstützt. Dlabajová ist Eigentümerin und Geschäftsführerin der Gesellschaft. Vom EU-Beitritt Tschechiens 2004 bis 2010 arbeitete sie außerdem als Koordinatorin der Vertretung der Region Zlín in Brüssel, parallel hatte sie von 2006 bis 2010 die gleiche Funktion auch bei der Vertretung der Region Olomouc in Brüssel. 2012 gründete sie einen gemeinnützigen Verein für das Schloss Zlín, den sie seither leitete. Von 2013 bis zu ihrem Einzug in das EU-Parlament war Dlabajová Vorstandsvorsitzende der Handelskammer der Region Zlín.
Dlabajová ist seit 2014 Abgeordnete im Europäischen Parlament, wo sie in der liberalen Fraktion (ALDE bzw. Renew Europe) sitzt. Sie war von 2014 bis 2021 stellvertretende Vorsitzende des Haushaltskontrollausschusses. Von 2014 bis 2019 gehörte sie außerdem dem Ausschuss für Beschäftigung und soziale Angelegenheiten an, seit 2019 dem Ausschuss für Industrie, Forschung und Energie. Von 2014 bis 2019 war sie Delegierte für die Beziehungen zu Südafrika, seit 2019 Delegierte in der Paritätischen Parlamentarischen Versammlung AKP-EU. Im November 2023 trat sie aus ANO 2011 aus.